# Мало-Малово
Ма́ло-Ма́лово (болг. Мало Малово) — село в Софійській області Болгарії. Входить до складу общини Драгоман.

## Населення
За даними перепису населення 2011 року у селі проживала 61 особа, з них 55 осіб (96,5%) — болгари.
Розподіл населення за віком у 2011 році:
Динаміка населення: